# 関長誠
関 長誠（せき ながのぶ）は、備中国新見藩の第5代藩主。新見藩関家6代。

## 略歴
生年は延享2年（1745年）6月24日生まれと言われているが、寛保2年（1742年）生まれという説もある。第3代藩主・関政富の長男であったが、父の死後は幼少の異母弟・政辰が家督を継いだ。これは、長誠の母が側室だったためである。そのため、30歳まで部屋住みの身分であった。しかし安永3年（1774年）に政辰が嗣子無くして死去すると、養子としてその家督を継いだ。
文武両道の名君であって新見生まれであり、豪放闊達な性格を生かし藩政改革を行なった。父・政富が創設した藩校・至誠舘を振興させ、財政再建を主とする藩政改革でも成功を収めた。このとき丸川松隠を招聘し、至誠舘の督学とし、また政治顧問として藩政に起用、殖産事業を行なった。
寛政7年（1795年）11月24日、家督を長男・長輝に譲って隠居し、東鶴翁と号した。文化7年（1810年）2月11日に死去した。享年66、もしくは享年69。
教養人としても一流で、学問に富み、筆に優れ、和歌も嗜む名君であった。

## 系譜
- 父：関政富（1723?-1760）
- 母：不詳
- 養父：関政辰（1757-1774）
- 室：不詳
  - 長男：関長輝（1777-1826）
  - 次男：森長義（1787-1837） - 森快温の養子
  - 女子：千衛子 - 甘露寺国長正室